# Samson Raphaelson
Samson Raphaelson est un scénariste et dramaturge américain né le 30 mars 1894 à New York, New York (États-Unis), et mort le 16 juillet 1983 à New York (États-Unis).

## Biographie
Il est l'auteur de la nouvelle The Day of Atonement, qui a été adaptée au cinéma dans le premier film parlant, Le Chanteur de jazz en 1927.

## Filmographie
- 1931 : The Magnificent Lie de Berthold Viertel
- 1931 : Le Lieutenant souriant (The Smiling Lieutenant)
- 1932 : L'Homme que j'ai tué (Broken Lullaby)
- 1932 : Une heure près de toi (One Hour with You)
- 1932 : Haute Pègre (Trouble in Paradise)
- 1934 : Cœur de tzigane (Caravan) d'Erik Charell (version américaine)
- 1934 : Caravane (Caravan) (version française)
- 1934 : La Veuve joyeuse (The Merry widow)
- 1934 : La Reine (en) (The Queen's Affair)
- 1934 : Entrée de service (Servants' Entrance)
- 1935 : Les femmes aiment le danger (en) (Ladies Love Danger)
- 1935 : Dressed to Thrill (en)
- 1937 : La Fin de Mme Cheyney (The Last of Mrs Cheyney)
- 1937 : Ange (Angel)
- 1940 : Rendez-vous (The Shop Around the Corner)
- 1941 : Soupçons (Suspicion)
- 1943 : Le ciel peut attendre (Heaven Can Wait)
- 1946 : Les Demoiselles Harvey (The Harvey Girls)
- 1946 : Ziegfeld Follies
- 1947 : Le Pays du dauphin vert (Green Dolphin Street)
- 1948 : La Dame au manteau d'hermine (That Lady in Ermine)
- 1953 : Main Street to Broadway